# Szydłowice
Szydłowice – wieś w Polsce położona w województwie opolskim, w powiecie brzeskim, w gminie Lubsza.
W latach 1975–1998 miejscowość administracyjnie należała do ówczesnego województwa opolskiego.
W miejscowości istnieje powstała w 1946 roku amatorska drużyna piłkarska LZS "Zryw" Szydłowice.
Do wojewódzkiego rejestru zabytków wpisany jest kościół par. pw. św. Bartłomieja Apostoła.